# Wild Obsession
Wild Obsession prvi je studijski album njemačkog heavy metal gitarista Axela Rudija Pella. Diskografska kuća Steamhammer objavila ga je 1. prosinca 1989.

## Popis pjesama
| 1.    | »Wild Cat«                                                                     | Axel Rudi Pell, Charlie Huhn | 3:39 |
| 2.    | »Call of the Wild Dogs«                                                        | Pell, Huhn                   | 3:51 |
| 3.    | »Slave of Love«                                                                | Pell, Huhn                   | 4:36 |
| 4.    | »Cold as Ice«                                                                  | Pell                         | 6:21 |
| 5.    | »Broken Heart«                                                                 | Pell                         | 5:04 |
| 6.    | »Call Her Princess« (obrada Steelera)                                          | Pell                         | 3:19 |
| 7.    | »Snake Eyes«                                                                   | Pell, Huhn                   | 5:13 |
| 8.    | »Hear You Calling Me«                                                          | Pell, Huhn                   | 4:55 |
| 9.    | »Return of the Calyph from the Apocalypse of Babylon« (instrumentalna skladba) | Pell                         | 0:51 |
| 10.   | »(Don't Trust the) Promised Dreams«                                            | Pell                         | 6:28 |
| 44:17 |                                                                                |                              |      |

## Zasluge
Axel Rudi Pell
- George Hahn – klavijature
- Volker Krawczak – bas-gitara (na pjesmi "Call Her Princess"), vokal (zborovi)
- Thomas Smuszynski – bas-gitara (na pjesmama 1., 2., 7., 10.), vokal (zborovi)
- Jörg Deisinger – bas-gitara (na pjesmama 3., 4., 5., 8.)
- Jörg Michael – bubnjevi
- Axel Rudi Pell – gitara, produkcija
- Charlie Huhn – vokal, akustična gitara (na pjesmi "Slave of Love")

Dodatni glazbenici
- Rüdiger König – klavijature (dodatne), vokal (zborovi)
- Bon Giorno – vokal (zborovi)
- Michael Böhler – vokal (zborovi)
- Roland Hag – vokal (zborovi)
- Herbert Dreger – vokal (zborovi)
- Frank Mono – vokal (zborovi)

Ostalo osoblje
- Ulli Pösselt – produkcija, inženjer zvuka, miks
- Cedric Beatty – miks
- Manni Struck – miks
- Peter Wolf – mastering
- Michael Albers – naslovnica
- Karsten Keikus – fotografije